# Monotes gossweileri
Monotes gossweileri là một loài thực vật có hoa trong họ Dầu. Loài này được De Wild. mô tả khoa học đầu tiên năm 1927.